# Oligoclada rubribasalis
Oligoclada rubribasalis is een libellensoort uit de familie van de korenbouten (Libellulidae), onderorde echte libellen (Anisoptera).
De wetenschappelijke naam Oligoclada rubribasalis is voor het eerst geldig gepubliceerd in 2008 door von Ellenrieder & Garrison.